# シェーン・カリー
シェーン・カリー（Shane Curry、1968年4月7日 - 1992年5月4日）はオハイオ州シンシナティ出身のアメリカンフットボール選手。ポジションはディフェンシブエンド。
当初ジョージア工科大学に進学したが、その後1987年にマイアミ大学に転校し、1987年、1989年には全米チャンピオンとなった。
1991年のNFLドラフト2巡でインディアナポリス・コルツに指名されて入団、9試合に出場して8タックル、1サックをあげた。
1992年5月4日午前1時頃、シンシナティのナイトクラブのそばにある駐車場に停めた車の中で頭部を撃たれているところを発見され、病院に運ばれたが1時間後に死亡が確認された。その後15歳の少年が起訴された。